# Banareia palmeri
Banareia palmeri är en kräftdjursart som först beskrevs av M. J. Rathbun 1894.  Banareia palmeri ingår i släktet Banareia och familjen Xanthidae. Inga underarter finns listade i Catalogue of Life.